# Mimass
Mimass  è un centro abitato e comune (municipalité) del Libano situato nel distretto di Hasbaya, governatorato di Nabatiye.